# Théâtre municipal de Coblence
Le théâtre municipal de Coblence est une salle de spectacles avec son propre ensemble pour le théâtre, l'opéra et le ballet. Depuis 2002, il fait partie du patrimoine mondial de l'UNESCO dans la liste de la Vallée du Haut-Rhin moyen.
Le théâtre est un survivant du théâtre classique. L'extérieur du théâtre est caractérisé par une façade néo-classique avec des pilastres. Les bleu, gris et blanc amènent le spectateur sur un plan annulaire, centré sur la loge princière décorée d'illusions d'optique. 
L'obélisque en face du théâtre, sur la Deinhardplatz, commémore son constructeur, l'électeur Clément Wenceslas de Saxe. Le théâtre a maintenant 500 places et est situé à proximité du château des Princes-Électeurs.